# Im Dong-Hyun
Im Dong-Hyun (n. 12 mai 1986, Cheongju, Coreea de Sud) este un arcaș sud-coreean. El participă în competiții pentru echipa națională de tir cu arcul a Coreei de Sud. Acesta are deficiențe de vedere și nu poate vedea cu ochiul stâng.

## Performanțe
El a reușit să obțină recordul mondial pentru scorul 696 pentru 72 de săgeți în mai 2012. A reușit să își bată propriul record în cadrul Jocurilor Olimpice de vară din 2012 cu un scor de 699.